# Консервативные последовательности

Последовательности различных рецепторов, связанных с G-белками. Консервативные последовательности выделены зелёным.

Консервати́вные после́довательности (англ. conserved sequences) — схожие или идентичные последовательности, встречающиеся в биологических полимерах: нуклеиновых кислотах, первичной и пространственной структурах белков, полисахаридах как в пределах особей разных видов (ортологичные последовательности), так и в пределах одной особи (паралогичные последовательности). Ортологичные последовательности являются подтверждением того, что определённые последовательности могут поддерживаться эволюцией, несмотря на процесс видообразования. Так как информация о последовательности аминокислот в белках в норме передаётся от родителей потомкам, то наличие в белках консервативных последовательностей свидетельствует о наличии консервативного гена. Широко распространена точка зрения, что мутация в консервативной последовательности приводит к появлению или нежизнеспособного организма, или фенотипа, отсеивающегося естественным отбором.

## Консервативные последовательности нуклеиновых кислот
Считаются, что высококонсервативные последовательности ДНК несут функциональную нагрузку. Тем не менее, роль многих этих высококонсервативных некодирующих последовательностей ДНК не вполне ясна. В 2004 году Bejerano и коллеги описали ультраконсервативные элементы, или последовательности (англ. Ultra-conserved elements or sequences (UCEs or UCRs)), на 100% одинаковые у человека, крысы и мыши. В одном недавнем исследовании было показано, что делеция четырёх высококонсервативных некодирующих последовательностей ДНК, тем не менее, приводила к появлению жизнеспособных мышей без каких бы то ни было фенотипических отклонений; исследователи назвали свои результаты «неожиданными». Высококонсервативные последовательности, как и многие другие участки ДНК, состоят из повторяющихся последовательностей. Одним из возможных объяснений вышеописанного феномена может служить то, что потеря одного или нескольких элементов из набора повторяющихся последовательностей может теоретически сохранить нормальный фенотип при условии, что одной последовательности из набора достаточно и остальные повторяющиеся последовательности являются избыточными, хотя в данном случае не было точных указаний, является ли утраченная последовательность повторяющейся. Несмотря на то что биологическая функция большинства консервативных последовательностей ещё не установлена, известно, что некоторые из них образуют транскрипты, причём для раковых клеток характерны нарушения в их экспрессии.
Примером последовательности, высококонсервативной для эукариот, может служить ТАТА-бокс, входящий в состав промотора.

## Консервативные белковые последовательности и структуры
Высококонсервативные белки часто необходимы для таких фундаментальных процессов, как жизнедеятельность и деление клетки. Консервативность белковой последовательности можно определить по наличию одинаковых аминокислот в аналогичных частях белков. Консервативность же белковой структуры определяется наличием функционально эквивалентных, но не обязательно одинаковых аминокислот в аналогичных частях белков. 
Ниже выравнены структуры двух человеческих белков, входящих в состав цинковых пальцев (номера в GenBank AAB24882 и AAB24881). Консервативные аминокислоты отмечены {\displaystyle \mathrm {*} }. Как видно из выравнивания, эти два белка содержат ряд консервативных аминокислот.

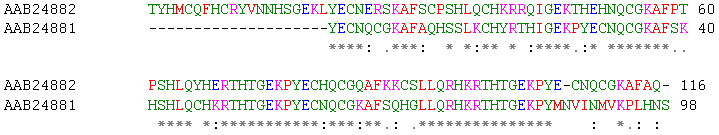

## Консервативные последовательности полисахаридов
Моносахаридная последовательность гликозаминогликана гепарина консервативен у большого числа видов.

## Биологическое значение сохранения последовательностей
Схожие последовательности обозначают сохранение структуры и функций, как и эволюционное родство между этими последовательностями. Поэтому сравнительный анализ последовательностей является главным методом для идентификации тех или иных функциональных элементов. 
Наиболее консервативные последовательности характерны для активных центров ферментов и сайтов связывания рецепторов-белков. 
Консервативные некодирующие последовательности часто содержат цис-регуляторные элементы, удерживающие их эволюцию. Некоторые делеции высококонсервативных последовательностей у людей (hCONDELs) и других организмов считаются главной причиной анатомических и поведенческих различий между человеком и другими млекопитающими.